# Marcel Dohis
Albert Marcel Marie Paul Dohis (Parigi, 25 agosto 1880 – ...) è stato un pistard francese.
Partecipò ai Giochi olimpici di Parigi nella gara di velocità, dove fu eliminato ai quarti, e nella corsa a punti, dove giunse nono.
Dohis corse anche al Grand Prix de Paris senza riuscire ad ottenere grandi risultati.

## Piazzamenti

### Competizioni mondiali
- Giochi olimpici

Parigi 1900 - Corsa a punti: nono